# Пьюзи, Эдвард Бувери
Эдвард Бувери Пьюзи (англ. Edward Bouverie Pusey, 22 августа 1800 — 16 сентября 1882) — британский англиканский богослов, востоковед, историк церкви, преподаватель, духовный и научный писатель.

## Биография
Эдвард Пьюзи Родился в Пьюзи около Оксфорда. Его отцом был Филипп Бувери (ум. 1828), младший сын Якова Бувери, 1-го виконта Фолкстона, принявший фамилию Пьюзи, унаследовав имения в этой местности.
После учёбы в Итонском колледже Эдвард поступил в Крайст-Чёрч в Оксфорде и был избран в 1824 году сотрудником Ориэль-колледжа, благодаря этому стал членом общества, в которое уже входили многие из его известных современников, в том числе Джон Ньюман и Джон Кейбл. С 1825 по 1827 год изучал восточные языки и немецкое богословие в Гёттингене. Его первая работа, опубликованная в 1828 году, стала своего рода ответом на кембриджские лекции Хью Джеймса Роуза о рационалистических тенденциях в немецком богословии, высказывавшая глубокую симпатию к германским «пиетистам», стремившихся возродить пребывавший в упадке протестантизм. Его сочинение было понято неправильно, и Пьюзи сам был обвинён в пропаганде рационалистических взглядов.

### Оксфордское движение
В 1828 году герцог Веллингтон назначил его королевским профессором иврита одновременно с назначением каноником в Крайст-Чёрч. Непонимание им своего положения привело к публикации Пьюзи в 1830 году второй части своего «Historical Enquiry», в котором он отрицал обвинения себя в рационализме. Однако в последующие годы его взгляды изменились. В богословии началась тенденция «восстания» против индивидуализма, и он поддержал её положения. К концу 1833 года как богослов он уже высказывал идеи, подобные озвученным в серии богословских трактатов «Tracts for the Times», которую он вскоре начал издавать. С другой стороны, окончательно на новые позиции он встал после издания им трактата о крещении в 1835 году и начале издания серии «Library of the Fathers» в 1836 году.
Пьюзи стал серьёзно изучать труды Отцов церкви и тех англиканских богословов, которые продолжали или возрождали в XVII веке основные доктрины дореформационного учения. Проповедь, которую он прочитал перед университетом в 1843 году, «The Holy Eucharist a Comfort to the Penitent», настолько потрясла власти относительно переформулировок доктрин, которые, пусть и хорошо известные историкам церкви, слишком сильно отличались от привычной точки зрения, основывавшейся на хотя законодательно действовавших, но на деле уже устаревших трудах, что на него был наложен двухлетний запрет на чтение проповедей. Непосредственным эффектом этого запрета стала продажа 18000 копий его подвергнутой осуждению проповеди, что сделало Пьюзи на следующую четверть века едва ли не самым влиятельным человеком в англиканской церкви.

### Пьюзиизм
Движение, к реальному возникновению которого он на деле не имел отношения, было названо в его честь и стало известно как пьюзиизм, а его последователи как пьюзииты. Вместе с тем его деятельность в качестве лидера этого движения была существенна как в государственных, так и в частных делах. Во всех важных спорах, будь они богословскими или академическими, он участвовал не только открыто, но и закулисно. В так называемом Горхэмском споре (1850 года), в вопросе о Оксфордских реформ (в 1854 году), в процессе преследования некоторых эссеистов и рецензентов, в особенности Бенджамина Джоветта (в 1863 году), в вопросе семейного законодательства (с 1849 года и до конца своей жизни), в Фаррарском споре о смысле вечного наказания (в 1877 году) он регулярно выступал со статьями, письмами, трактатами и проповедями.
Его проповеди перед своим университетом часто превращались в важные события; некоторые из них походили на манифесты, которые отмечали те или иные этапы в истории партии Высокой церкви, в которой он был лидером. Практика исповеди в церкви Англии фактически ведёт своё начало с двух его проповедей «The Entire Absolution of the Penitent» в 1846 году, в которых возрождение высокой сакраментальной доктрины дополнялось им пропагандой возрождения пенитенциарной системы, добавленной в неё средневековыми богословами. Проповедь «The Presence of Christ in the Holy Eucharist» в 1873 году впервые сформулировала доктрину, вокруг которой вращалось почти всё последующее богословие его последователей и которая произвела фактическую революцию в практике англиканского служения.
Из числа крупных работ Пьюзи наиболее важными являются два его книги о евхаристии, «The Doctrine of the Real Presence» (1855) и «The Real Presence the Doctrine of the English Church» (1857); «Daniel the Prophet» (с сохранением традиционных для этой книги дат); «The Minor Prophets, with Commentary» (его главный научный труд по результатам работы профессором иврита) и «Eirenicon», в котором он пытался найти основу союза между Церковью Англии и Римско-католической церковью.

### Личная жизнь
В личной жизни, согласно воспоминаниям, привычки Пьюзи были просты и близки к аскетизму. У него было лишь несколько близких друзей, в общество он выходил редко. Будучи жёстким к своим противникам, он мог быть добрым с близкими знакомыми, а благодаря значительной благотворительной деятельности был уважаем многими, с кем не был знаком лично. В личной жизни Пьюзи пережил ряд трагедий: в 1839 году после 11 лет совместной жизни потерял жену, а его единственный сын, также ставший богословом и бывший единомышленником отца, выступивший соавтором многих его литературных трудов и редактором издания комментария Св. Кирилла к «The Minor Prophets», умер в 1880 году после многих лет страданий. С этого времени Пьюзи общался только с несколькими людьми, его здоровье ухудшалось, и спустя два года после смерти сына он скончался после непродолжительной болезни. Был похоронен в Оксфорде, в соборе которого служил каноником на протяжении 54 лет. В памяти о нём его друзья выкупили его библиотеку и приобрели для неё здание в Оксфорде, ставшее известным как дом Пьюзи, выделив также средства, достаточные для оплаты работы трёх библиотекарей, в обязанности которым было вменено увековечивание в университете памяти тех принципов, которые он преподавал.

## Наследие
Пьюзи остался в истории в первую очередь как представитель движения, названного в его честь, игравшего значительную роль в религиозной жизни Англии второй половины XIX века. Главной особенностью его личности было, согласно энциклопедии «Британника», «почти неограниченная способность принимать [чужую] боль». Имел большую известность как проповедник и духовник. Как проповеднику ему не хватало ораторских способностей, что он для сохранения внимания аудитории компенсировал серьёзностью поднимаемых вопросов. Сохранилась его обширная переписка с паствой в качестве духовника: по причине его репутации благочестивого и нравственного человека множество людей выбирали его духовным наставником и доверяли ему свои грехи и сомнения.
Однако если оценивать его деятельность отдельно от его статуса главы мощного движения, то можно заключить, согласно энциклопедии «Британника», что он «был более богословским антикваром, нежели богословом». Пьюзи был покинут большинством его последователей ещё при жизни. Возрождение им учения о реальном присутствии, совпадающее с возрождением интереса к средневековому искусству, привело к возрождению дореформационного церемониала богослужения. Пьюзи заслужил мало симпатий возрождением ритуализма: первоначально он протестовал против него (в университетской проповеди в 1859 году) и, хотя впоследствии защищал тех, кого обвиняли в нарушении закона путём проведения подобной практики, считал при этом, что их практика отлична от его собственной. Однако возрождение ритуалов в тех или иных формах стало главным внешним атрибутом нового движения, и «ритуалист» наряду с «пьюзиитом» использовалось для обозначения тех, кто придерживается сформулированной им доктрины. С другой стороны, стержнем его учения была апелляция к простоте раннего христианства, и в этом отношении он начал серьёзное историческое исследование.
- Эта статья (раздел) содержит текст, взятый (переведённый) из одиннадцатого издания «Британской энциклопедии», перешедшего в общественное достояние.